# Waiau River (Foveaux Strait)
Der Waiau River ist ein Fluss in der Region Southland auf der Südinsel von Neuseeland.

## Namensherkunft
Der Legende nach wurde der Fluss von Tamatea, dem Anführer des Tākitimu Waka (Kanu), Waiau genannt, wobei das Wort „wai“ für „Wasser“ steht und „au“ mit Stromschnellen oder Strömungen übersetzt werden kann. Der britische Lieutenant Thomas McDonnell (1831–1899) vergab den Namen Shannon River für den Fluss, doch die Bezeichnung konnte sich nicht durchsetzen.

## Geographie
Der Fluss, der das größte Wassereinzugsgebiet der Region Southland besitzt, hat seinen Ursprung am südlichen Ende des Lake Te Anau, knapp 3 km südwestlich des Ortes Te Anau. Von dort aus fließt der Waiau River über eine Strecke von rund 23 km mäanderförmig in zunächst südliche und dann westliche Richtung und mündet an der nordöstlichen Seite des Lake Manapouri in der Shallow Bay in den See (45° 29′ 41″ S, 167° 36′ 21″ O).
Rund 10 km südlich entwässert der Waiau River den Lake Manapouri (45° 34′ 4″ S, 167° 36′ 10″ O) und fließt rund 105 km in südliche Richtung seinem Mündungsgebiet in der Te Waewae Bay entgegen.
Linksseitig tragen die Flüsse Mararoa River, Wairaki River und Orauea River ihre Wässer zu und als rechter Nebenfluss tut dies lediglich der Monowai River. Auf seinem Weg nach Süden passiert der Waiau River die kleinen Orte Manapouri, Clifden und Tuatapere.

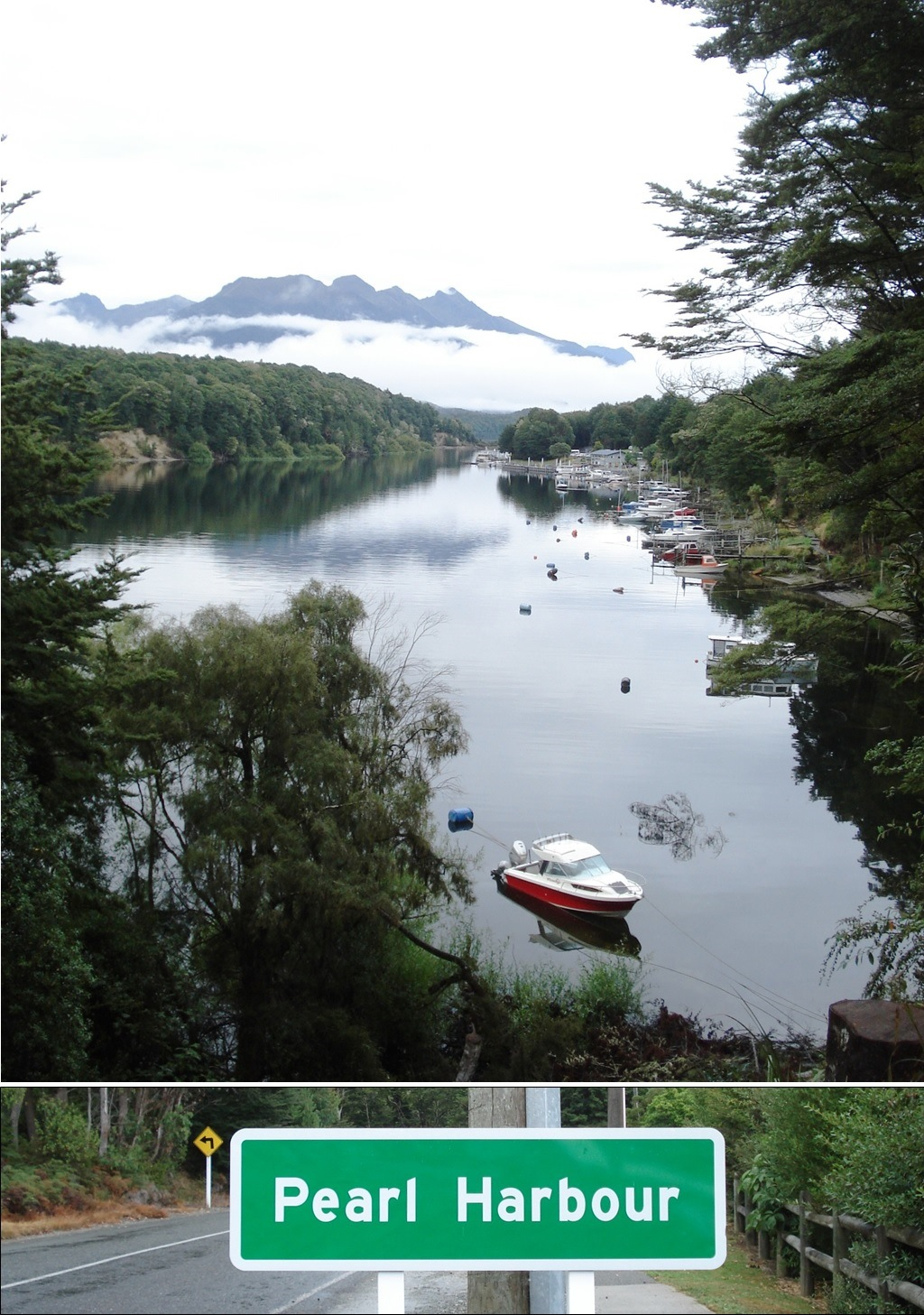
Der Hafen Pearl Harbour von Manapouri in der Mündung des Waiau River in den Lake Manapouri

In der Mündung des Waiau River in den Lake Manapouri befindet sich der (kleine) Hafen Pearl Harbour von Manapouri.

## Filmkulisse
Der obere Teil des Waiau River zwischen den Seen, diente am Ende des ersten Films der Filmtrilogie Der Herr der Ringe als fiktiver Fluss Anduin für die Szenen, in denen die Uruk-hai die Kameradschaft am Flussufer entlangjagt.